# Gulfrupie
Gulfrupie (GR - External rupees), Gulf Rupee, var den valuta som användes i en valutaunion i vissa områden kring Persiska viken och på Arabiska halvön. Valutakoden var XPGR. Gulfrupien saknade underenheter.
Valutan infördes 1 maj 1959 av den indiska centralbanken. Den ersatte den indiska rupien som fram till dess var den gångbara valutan i området. Den nya valutan skulle endast cirkulera utomlands, för att avlasta den inhemska ekonomin.

## Användning
Valutan gavs ut av Reserve Bank of India – RBI som grundades i april 1935 och har huvudkontoret i Bombay.
Valutan användes i följande länder:
- Bahrain – ersattes av bahrainsk dinar 1965
- Förenade arabemiraten, dåvarande Trucial States – ersattes av UAE-dirham 1966
- Kuwait – ersattes av kuwaitisk dinar 1961
- Oman, dåvarande Muscat and Oman – ersattes av omansk rial 1966
- Qatar – ersattes av qatarisk rial 1966

## Valörer
- Mynt: fanns ej
- Underenhet: fanns ej
- Sedlar: fanns i 1, 5, 10 och 100 Rupee